# داستان فصل‌ها

نماد مجموعه بازی‌های داستان فصل‌ها

داستان فصل‌ها (به انگلیسی: Story of Seasons) و با عنوان اصلی ژاپنی بُکوجو مُنُگاتاری ((به ژاپنی: 牧場物語)؛ به معنیِ داستان مزرعه) که تا پیش از سال ۲۰۱۳ در خارج از ژاپن با نام فصل برداشت محصول یا هاروست مون (به انگلیسی: Harvest Moon) شناخته می‌شد؛ یک مجموعه بازی ویدئویی ژاپنی است که شرکت نرم‌افزاری ویکتور که بعدها به مارولوس تغییر نام داد، تولید و ارائه کرده‌است. سبک این مجموعه بازی‌ها شبیه‌سازی کشاورزی، نقش آفرینی و استراتژی است.
شخصیت اصلی این مجموعه بازی‌ها پسر یا دختری است که خانواده را ترک کرده‌است و در روستا، کشاورزی، دامداری، کار در معدن، مراقبت از حیوانات و با اهالی تعامل می‌کند و در آخر ازدواج می‌کند و صاحب فرزند می‌شود و هدف اصلی در بسیاری عنوان‌های این سری، نجات روستا، نجات مزرعهٔ پدربزرگ از بایر شدن یا پیشرفت مزرعه و دستیابی به اهداف پدر شخصیت اصلی است. روند بازی یا گیم‌پلی این مجموعه بازی‌ها بر روی کارهای روزانهٔ روستا مانند آبیاری محصولات، غذا دادن به حیوانات، شکستن هیزم و در بعضی نسخه‌ها معدن‌کاری تکیه دارد، در حالی که کشف رازهای روستا و تعامل با اهالی دهکده و بیدار کردن الهه‌های بازی نیز جزئی از روند بازی هستند.

## انتشار و نام گذاری
اولین نسخه از بازی، با عنوان ژاپنی Bokujō Monogatari به معنی داستان مزرعه در سال ۱۹۹۶ برای کنسول سوپر نینتندو در ژاپن توسط شرکت Pack-In-Video انتشار یافت.
از سال ۱۹۹۶ تا ۲۰۱۳ ترجمه انگلیسی این بازی و انتشار در خارج از ژاپن بر عهده شرکت ناتسومه قرار داشت. امّا در سال ۲۰۱۴ مارولوس اعلام کرد نسخهٔ انگلیسی و بومی آمریکای این مجموعه بازی را شرکت اکسید (به انگلیسی: Xseed) و با نام داستان فصل‌ها عرضه خواهد کرد. در سال ۲۰۱۵ نینتندو عرضه با نام جدید در اروپا را آغاز کرد. در سال ۲۰۱۲ از آنجا که مارولوس دیگر حق تکثیر انگلیسی را به ناتسومه نداده بود، این شرکت از این فرصت بهره برده و مجموعه‌ای مشابه را عرضه کرد.

## فهرست بازی‌ها
| عنوان بازی                           | کنسول بازی            | نام اصلی                                         | انتشاردهنده      | تاریخ انتشار    | منطقه  |
| ------------------------------------ | --------------------- | ------------------------------------------------ | ---------------- | --------------- | ------ |
| فصل برداشت                           |                       |                                                  |                  |                 |        |
| سوپر نینتندو                         | Bokujou Monogatari    | پک-این-ویدئو                                     | ۹ آگوست ۱۹۹۶     | ژاپن            |        |
| سوپر نینتندو                         | Harvest Moon          | ناتسوم                                           | ژوئن ۱۹۹۷        | آمریکا          |        |
| سوپر نینتندو                         | Harvest Moon          | نینتندو                                          | ۲۹ ژانویه ۱۹۹۸   | اروپا           |        |
| گیم بوی                              | Bokujou Monogatari GB | ویکتور                                           | ۱۹ دسامبر ۱۹۹۷   | ژاپن            |        |
| گیم بوی                              | Harvest Moon GB       | ناتسوم                                           | آگوست ۱۹۹۸       | آمریکا          |        |
| گیم بوی کالر                         | Harvest Moon GB       | نینتندو                                          | ۱۹۹۸             | اروپا           |        |
| گیم بوی کالر                         | Harvest Moon GBC      | ناتسوم                                           | ۳۱ دسامبر ۱۹۹۸   | آمریکا          |        |
| وی                                   | Harvest Moon          | ناتسوم                                           | ۴ ژانویه ۲۰۰۸    | اروپا           |        |
| وی                                   | Harvest Moon          | ناتسوم                                           | ۴ ژانویه ۲۰۰۸    | استرالیا        |        |
| وی                                   | Harvest Moon          | ناتسوم                                           | ۱۱ فوریه ۲۰۰۸    | آمریکا          |        |
| فصل برداشت ۶۴                        | نینتندو ۶۴            | Bokujou Monogatari 2                             | ویکتور           | ۵ فوریه ۱۹۹۹    | ژاپن   |
| فصل برداشت ۶۴                        | نینتندو ۶۴            | Harvest Moon 64                                  | ناتسوم           | ۳۰ نوامبر ۱۹۹۹  | آمریکا |
| فصل برداشت ۲                         | گیم بوی کالر          | Bokujou Monogatari GB2                           | ویکتور           | ۶ آگوست ۱۹۹۹    | ژاپن   |
| فصل برداشت ۲                         | گیم بوی کالر          | Harvest Moon 2 GBC                               | ناتسوم           | ۱۱ سپتامبر ۲۰۰۰ | آمریکا |
| فصل برداشت ۲                         | گیم بوی کالر          | Harvest Moon 2 GBC                               | یوبی‌سافت         | ۳۰ مارس ۲۰۰۱    | اروپا  |
| فصل برداشت: بازگشت به طبیعت          | پلی‌استیشن             | Bokujou Monogatari Harvest Moon                  | ویکتور           | ۱۶ دسامبر ۱۹۹۹  | ژاپن   |
| فصل برداشت: بازگشت به طبیعت          | پلی‌استیشن             | Harvest Moon: Back to Nature                     | ناتسوم           | ۲۲ نوامبر ۲۰۰۰  | آمریکا |
| فصل برداشت: بازگشت به طبیعت          | پلی‌استیشن             | Harvest Moon: Back to Nature                     | یوبی‌سافت         | ۲۶ ژانویه ۲۰۰۱  | اروپا  |
| فصل برداشت ۳                         | گیم بوی کالر          | Bokujou Monogatar GB3: Boy Meets Girl            | ویکتور           | ۲۹ سپتامبر ۲۰۰۰ | ژاپن   |
| فصل برداشت ۳                         | گیم بوی کالر          | Harvest Moon 3 GBC                               | ناتسوم           | ۱۴ نوامبر ۲۰۰۱  | آمریکا |
| داستان مزرعه: فصل برداشت برای دختران | پلی‌استیشن             | Bokujou Monogatari Harvest Moon for Girls        | ویکتور و مارولوس | ۷ دسامبر ۲۰۰۰   | ژاپن   |
| فصل برداشت: نجات سرزمین مادری        | پلی‌استیشن ۲           | Bokujou Monogatari 3: Heart ni Hi o Tsukete      | ویکتور           | ۵ ژوئیه ۲۰۰۱    | ژاپن   |
| فصل برداشت: نجات سرزمین مادری        | پلی‌استیشن ۲           | Harvest Moon: Save the Homeland                  | ناتسوم           | ۲۲ نوامبر ۲۰۰۱  | آمریکا |
| فصل برداشت: نجات سرزمین مادری        | پلی‌استیشن ۲           | Harvest Moon: Save the Homeland                  | یوبی‌سافت         | لغو شد          | اروپا  |
| فصل برداشت: دوستان شهر ماینرال       | گیم بوی ادوانس        | Bokujou Monogatari: Mineral Town no Nakama Tachi | ویکتور           | ۱۸ آوریل ۲۰۰۳   | ژاپن   |
| فصل برداشت: دوستان شهر ماینرال       | گیم بوی ادوانس        | Harvest Moon: Friends of Mineral Town            | ناتسوم           | ۱۷ نوامبر ۲۰۰۳  | آمریکا |
| فصل برداشت: دوستان شهر ماینرال       | گیم بوی ادوانس        | Harvest Moon: Friends of Mineral Town            | یوبی‌سافت         | ۲۶ مارس ۲۰۰۴    | اروپا  |